# 炬光乡
炬光乡，是中华人民共和国四川省南充市仪陇县曾经下辖的一个乡。2019年9月，撤销永光乡和炬光乡，设立永光镇，以原永光乡和原炬光乡所属行政区域为永光镇的行政区域。

## 行政区划
炬光乡撤销前下辖以下地区：
红花村、雷鸣村、衡权村、安全村、炬光村、土桥村、黄通村、通天村和青山村。